# Miguel Mendes
Miguel Mendes (1966) é um actor português.
Tem o curso de Formação de Actores da Escola Superior de Teatro e Cinema e é em licenciado em Teatro - ramo Actores/Encenadores da mesma escola. Frequentou o Bacharelato em Artes Cénicas da Universidade Federal do Rio Grande do Sul, em 1991. Em Porto Alegre (Brasil), de 1987 a 1991, trabalhou com António Oliveira, Irion Nolasco, Marcos Barreto e Miriam Freitas. Em Portugal participou em António, um Rapaz de Lisboa e O Fim, ou tende misericórdia de nós, ambos de Jorge Silva Melo. Criou e interpretou com Joana Bárcia, Controle de terra para major tom; criou com o CITEC, de Montemor-o-Velho, Shakespeare Global. Na televisão participou em Na Paz dos Anjos, Desencontros, e nas séries Sociedade Anónima, Conta-me como foi e Liberdade 21. Iniciou o seu trabalho com o Teatro da Garagem em 1997, participando, desde então, em diversas das suas peças.

## Televisão
- Os Nossos Dias, RTP 2015 'Anthímio Simões'
- O Beijo do Escorpião, TVI 2014
- Bem-Vindos a Beirais, RTP 2013
- Sol de Inverno, SIC 2013
- Odisseia, RTP 2013
- Dancin' Days, SIC 2012
- Liberdade 21, RTP 2011 'marido de Rita'
- Conta-me como Foi, RTP 2009
- Cuidado Com a Língua, RTP 2007 'Miguel'
- Paraíso Filmes, RTP 2002
- Cuidado Com as Aparências, SIC 2002
- Sociedade Anónima, RTP 2001 'Manuel'
- Filhos do Vento, RTP 1996/97 'Francisco Rocha'
- Desculpem Qualquer Coisinha, RTP 1994/95 actor convidado em vários episódios
- Desencontros, RTP 1994/95 'Alberto Silva'
- Trapos e Companhia, TVI 1994 actor convidado
- Na Paz dos Anjos, RTP 1993/94 'Claudionor'

## Cinema
- Viagem a Portugal, de Sérgio Tréfaut, 2010
- Mal, de Alberto Seixas Santos, 1999
- Golpe de Asa, de António Borges Correia, 1998
- Casting de Virgens, Operários e Prostitutas, de João Pinto, 1995
- Xavier, de Manuel Mozos, 1991
- A Idade Maior, de Teresa Villaverde, 1990
- Um Passo, Outro Passo e Depois..., de Manuel Mozos, 1988